# العلاقات الغيانية الموريتانية
العلاقات الغيانية الموريتانية هي العلاقات الثنائية التي تجمع بين غيانا وموريتانيا.

## مقارنة بين البلدين
هذه مقارنة عامة ومرجعية للدولتين:
| وجه المقارنة                                              | غيانا        | موريتانيا                 |
| --------------------------------------------------------- | ------------ | ------------------------- |
| المساحة (كم2)                                             | 214.97 ألف   | 1.03 مليون                |
| عدد السكان (نسمة)                                         | 777.86 ألف   | 4.42 مليون                |
| الكثافة السكانية (ن./كم²)                                 | 3.62         | 4.29                      |
| العاصمة                                                   | جورج تاون    | نواكشوط                   |
| اللغة الرسمية                                             | لغة إنجليزية | اللغة العربية، لغة فرنسية |
| العملة                                                    | دولار غياني  | أوقية موريتانية، أوقية ‏   |
| الناتج المحلي الإجمالي (بليون دولار)                      | 3.68 مليار   | 5.02 مليار                |
| الناتج المحلي الإجمالي (تعادل القوة الشرائية) بليون دولار | 5.77 مليار   |                           |
| الناتج المحلي الإجمالي الاسمي للفرد دولار أمريكي          | 4.13 ألف     |                           |
| الناتج المحلي الإجمالي للفرد دولار أمريكي                 |              | 3.91 ألف                  |
| مؤشر التنمية البشرية                                      |              | 0.506                     |
| رمز المكالمات الدولي                                      | +592         | +222                      |
| رمز الإنترنت                                              | .gy          | .mr                       |
| المنطقة الزمنية                                           | 00           | 00                        |

## منظمات دولية مشتركة
يشترك البلدان في عضوية مجموعة من المنظمات الدولية، منها:
| علم المنظمة | اسم المنظمة                                 | تاريخ انضمام غيانا | تاريخ انضمام موريتانيا |
| ----------- | ------------------------------------------- | ------------------ | ---------------------- |
|             | مؤسسة التنمية الدولية                       | 4 يناير 1967       | 10 سبتمبر 1963         |
|             | يونسكو                                      | 21 مارس 1967       | 10 يناير 1962          |
|             | وكالة ضمان الاستثمار متعدد الأطراف          | 18 يناير 1989      | 8 سبتمبر 1992          |
|             | الأمم المتحدة                               | 20 سبتمبر 1966     | 27 أكتوبر 1961         |
|             | مجموعة دول أفريقيا والكاريبي والمحيط الهادئ | ?                  | ?                      |
|             | الاتحاد البريدي العالمي                     | ?                  | ?                      |
|             | البنك الدولي للإنشاء والتعمير               | 26 سبتمبر 1966     | 10 سبتمبر 1963         |
|             | الاتحاد الدولي للاتصالات                    | 8 مارس 1967        | 18 أبريل 1962          |
|             | منظمة حظر الأسلحة الكيميائية                | ?                  | ?                      |
|             | مؤسسة التمويل الدولية                       | 4 يناير 1967       | 29 ديسمبر 1967         |
|             | المركز الدولي لتسوية المنازعات الاستشارية   | 10 أغسطس 1969      | 14 أكتوبر 1966         |
|             | منظمة التجارة العالمية                      | ?                  | 31 مايو 1995           |
|             | منظمة الشرطة الجنائية الدولية               | ?                  | ?                      |

## وصلات خارجية
- موقع وزارة الخارجية الغيانية